# Brian Pumper
Michael Felton aka Brian Pumper ou B Pumper (Hempstead, 25 de abril de 1981) é um ator pornográfico, rapper e director estadunidense.

## Biografia
Pumper começou sua carreira em filmes adultos em 2001, and tendo ganhado em 2004 o AVN Award como Best Three-Way Sex Scene, em Weapons of Ass Destruction 2. Em 2007 venceu o "Best Hardcore Anal" e em  2009 para "Best Interracial Oral". Sua carreira como director começou na Black Ice, e em 2006 assinou um contrato de distribuição com a West Coast Productions. Pumper assinou um contrato de direção exclusiva com a Evil Angel em 2008, mas o acordo terminou em  2009, após descobrirem que ele havia forjado um teste de DSTs para uma atriz.
Após o incidente Pumper fundou sua  Freaky Empire. O ator apareceu em mais de 750 títulos desde  2001. Em 30 de julho de 2010 foi anunciado que Pumper iria estrelar um filme com Montana Fishburne, filha de Laurence Fishburne, que estava usando um apelido de  "Chippy D". Em 11 de setembro de 2010, a mixagem feita pelo ator,  "I Get Biz", foi lançada no iTunes.
Em 2011 ele lançou uma vídeo de rap intitulado como "They Call Me Pumper".